# Paul Dufour
Pour les articles homonymes, voir Dufour.
Paul Dufour, né le 23 février 1846 à Paris 9e et mort le 17 août 1902 à Fontainebleau, est un homme politique français.

## Biographie
Ancien capitaine des Mobiles de l'Indre, il est conseiller général du canton de Levroux en 1871, puis député de l'Indre de 1876 à 1877 et de 1885 à 1889, siégeant à droite, au groupe de l'Appel au peuple.